# Bomarea angustissima
Bomarea angustissima är en alströmeriaväxtart som beskrevs av Ellsworth Paine Killip. Bomarea angustissima ingår i släktet Bomarea och familjen alströmeriaväxter.
Artens utbredningsområde är Peru. Inga underarter finns listade i Catalogue of Life.